# ポンツォーネ
ポンツォーネ（伊: Ponzone）は、イタリア共和国ピエモンテ州アレッサンドリア県にある、人口約1,000人の基礎自治体（コムーネ）。

## 地理

### 位置・広がり
| 隣接するコムーネは以下の通り。括弧内のSVはサヴォーナ県、GEはジェノヴァ県所属を示す。 - カルトージオ - カッシネッレ - カヴァトーレ - グロニャルド - マルヴィチーノ - モラーレ - モルベッロ - パレート - サッセッロ (SV) - ティリエート (GE) - ウルベ (SV) |

### 地震分類
イタリアの地震リスク階級 (it) では、3 に分類される
。

## 行政

### 分離集落
ポンツォーネには、以下の分離集落（フラツィオーネ）がある。
- Losio, Ciglione, Caldasio, Moretti di Caldasio, Carmine, Galli, Bistolfi, Manfrinetti, Ognibene, Pille, Chiappino primo, Chiappino secondo, Pianlago, Foi, Molara, Cimaferle, Toleto, Abasse, Verzella, Zerba, Piancastagna, Mongorello, Rizzi, Sed Luvien, Bric Berton, Moretti di Ponzone